# Euxanthe wakefieldi
Nữ hoàng rừng (Euxanthe wakefieldi) là một loài bướm ngày thuộc họ Nymphalidae. Nó được tìm thấy ở Nam Phi, from KwaZulu-Natal to Swaziland và đông bắc Limpopo Province, phía bắc into miền đông Africa.
Sải cánh dài 65–72 mm đối với con đực và 80–90 mm đối với con cái. Con trưởng thành bay quanh năm, nhiều nhất vào từ tháng 3 đến tháng 6.
Ấu trùng ăn Deinbollia species (bao gồm Deinbollia oblongifolia), Sapindus, Blighia và Phialodiscus species.

## Hình ảnh

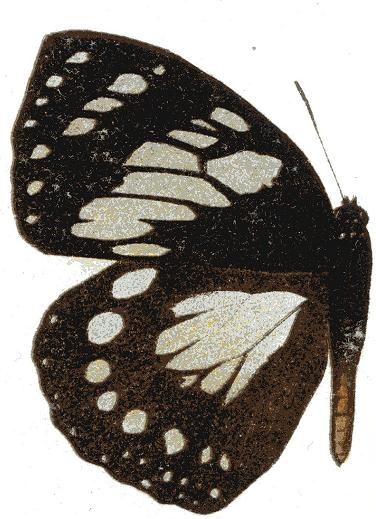